# 永子内親王
永子内親王（えいしないしんのう/ながこないしんのう、？ - 建武5年/延元3年（1338年）3月）は、鎌倉・南北朝時代の皇族・女院。後深草天皇の第六皇女で、母は三条公親の娘・房子（二位局）。鎌倉幕府8代将軍久明親王の同母妹。女院号は章善門院（しょうぜんもんいん）。
正応4年（1291年）12月15日に内親王宣下を受ける。永仁5年（1297年）12月28日に准三宮宣下を受ける。延慶2年（1309年）2月3日に院号宣下を受ける。正和5年（1316年）8月27日に出家して、法名を真性寂とした。